# Sainte-Marie-Outre-l'Eau
Sainte-Marie-Outre-l'Eau là một xã ở tỉnh Calvados, thuộc vùng Normandie ở tây bắc nước Pháp.

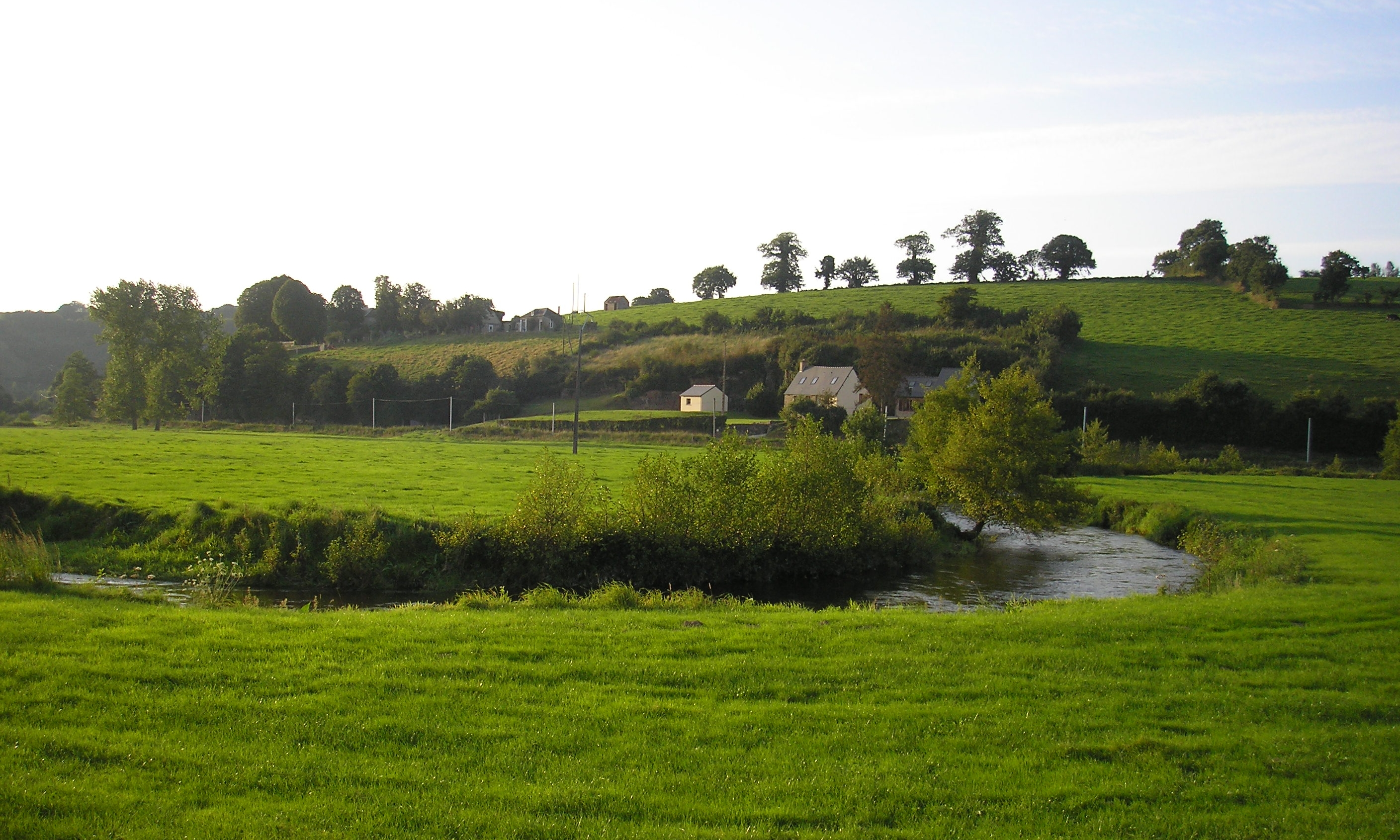
La Vire à Sainte-Marie-Outre-l'Eau.

## Dân số
| Năm | 1962 | 1968 | 1975 | 1982 | 1990 | 1999 |
| --- | ---- | ---- | ---- | ---- | ---- | ---- |
| Dân số | 242  | 224  | 149  | 119  | 106  | 81   |
| From the year 1962 on: No double counting—residents of multiple communes (e.g. students and military personnel) are counted only once. |      |      |      |      |      |      |